# Ilias Bulaid
Ilias Bulaid né le 1er mai 1995 à Bois-le-Duc aux Pays-Bas est un kick-boxeur néerlando-marocain de poids plumes. En 2014, il remporte l'Enfusion World Champion 67k.

## Biographie

### Jeunesse et débuts
Natif de Den Bosch, il grandit à Rotterdam. Ses parents sont originaires de Ksar-el-Kébir. Dès l'âge de cinq ans, sa grande sœur l'inscrit dans une salle de kickboxing à Rotterdam. Lorsqu'il a onze ans, son père décède.
À Den Bosch, il s'entraine avec Bilal Loukili et Mohammed Jaraya sous la supervision de l'entraineur Hicham El Gaoui.

### Kickboxing
Le 18 février 2017, à l'occasion de l'Enfusion Eindhoven, il remporte son combat contre Zakaria Zouggary.
En total, Ilias Bulaid compte 170 combats sous Enfusion, dont 158 victoires, deux matchs nuls et dix défaites.

### MMA
Le 27 août 2019, il combat pour la première fois en MMA et s'offre une première victoire par KO au premier round face à Vitalic Maiboroda. Le 22 février 2020, à l'occasion de son deuxième combat, il remporte pour la deuxième fois un combat en MMA, contre le Brésilien Diego Freitas.

## Palmarès

### En kickboxing
- 2016 : K-1 World GP 2016 -65kg World Tournament Runner-Up[3]
- 2014 :  Champion du monde Enfusion 67 kg[4]